# Snowboard nos Jogos Olímpicos de Inverno de 2018 - Slopestyle masculino
A competição do slopestyle masculino do snowboard nos Jogos Olímpicos de Inverno de 2018 ocorreu nos dias 10 e 11 de fevereiro no Parque de Neve Phoenix, em Pyeongchang.

## Medalhistas
| Ouro   | USA Redmond Gerard |
| Prata  | CAN Maxence Parrot |
| Bronze | CAN Mark McMorris  |

## Programação
Horário local (UTC+9).
| Data            | Horário | Evento                   |
| --------------- | ------- | ------------------------ |
| 10 de fevereiro | 10:00   | Qualificação – Bateria 1 |
| 10 de fevereiro | 13:30   | Qualificação – Bateria 2 |
| 11 de fevereiro | 10:00   | Final – Descida 1        |
| 11 de fevereiro | 10:32   | Final – Descida 2        |
| 11 de fevereiro | 11:04   | Final – Descida 3        |

## Resultados

### Qualificação
Os seis primeiros colocados de cada bateria classificam-se à final. O resultado é calculado pela melhor pontuação nas duas descidas.

#### Bateria 1
| Pos. | Ordem | Atleta               | País                            | Descida 1 | Descida 2 | Melhor | Notas |
| ---- | ----- | -------------------- | ------------------------------- | --------- | --------- | ------ | ----- |
| 1    | 5     | Marcus Kleveland     | NOR Noruega                     | 83.71     | 32.30     | 83.71  | Q     |
| 2    | 6     | Carlos Garcia Knight | NZL Nova Zelândia               | 80.10     | 40.20     | 80.10  | Q     |
| 3    | 4     | Sebastien Toutant    | CAN Canadá                      | 78.01     | 45.06     | 78.01  | Q     |
| 4    | 7     | Mons Røisland        | NOR Noruega                     | 76.50     | 43.68     | 76.50  | Q     |
| 5    | 2     | Torgeir Bergrem      | NOR Noruega                     | 45.80     | 75.45     | 75.45  | Q     |
| 6    | 17    | Niklas Mattsson      | SWE Suécia                      | 50.81     | 73.53     | 73.53  | Q     |
| 7    | 11    | Roope Tonteri        | FIN Finlândia                   | 72.60     | 38.08     | 72.60  |       |
| 8    | 8     | Jamie Nicholls       | GBR Grã-Bretanha                | 71.56     | 36.90     | 71.56  |       |
| 9    | 1     | Chris Corning        | USA Estados Unidos              | 70.85     | 69.86     | 70.85  |       |
| 10   | 13    | Peetu Piiroinen      | FIN Finlândia                   | 69.26     | 43.43     | 69.26  |       |
| 11   | 19    | Vlad Khadarin        | OAR Atletas Olímpicos da Rússia | 23.05     | 64.16     | 64.16  |       |
| 12   | 3     | Sebbe de Buck        | BEL Bélgica                     | 59.40     | 29.58     | 59.40  |       |
| 13   | 15    | Rene Rinnekangas     | FIN Finlândia                   | 24.86     | 37.91     | 37.91  |       |
| 14   | 16    | Michael Schärer      | SUI Suíça                       | 37.61     | 27.01     | 37.61  |       |
| 15   | 18    | Kalle Järvilehto     | FIN Finlândia                   | 15.56     | 31.10     | 31.10  |       |
| 16   | 14    | Moritz Thönen        | SUI Suíça                       | 19.53     | 23.55     | 23.55  |       |
| 17   | 9     | Ryan Stassel         | USA Estados Unidos              | 23.50     | 22.63     | 23.50  |       |
| —    | 10    | Lee Min-sik          | KOR Coreia do Sul               | DNS       | DNS       | DNS    |       |
| —    | 12    | Niek van der Velden  | NED Países Baixos               | DNS       | DNS       | DNS    |       |

#### Bateria 2
| Pos. | Ordem | Atleta           | País                | Descida 1 | Descida 2 | Melhor | Notas |
| ---- | ----- | ---------------- | ------------------- | --------- | --------- | ------ | ----- |
| 1    | 8     | Maxence Parrot   | CAN Canadá          | 83.45     | 87.36     | 87.36  | Q     |
| 2    | 3     | Mark McMorris    | CAN Canadá          | 83.70     | 86.83     | 86.83  | Q     |
| 3    | 5     | Redmond Gerard   | USA Estados Unidos  | 82.55     | 57.11     | 82.55  | Q     |
| 4    | 2     | Ståle Sandbech   | NOR Noruega         | 74.11     | 82.13     | 82.13  | Q     |
| 5    | 1     | Tyler Nicholson  | CAN Canadá          | 17.41     | 79.21     | 79.21  | Q     |
| 6    | 4     | Seppe Smits      | BEL Bélgica         | 78.36     | 41.48     | 78.36  | Q     |
| 7    | 17    | Clemens Millauer | AUT Áustria         | 75.65     | 77.45     | 77.45  |       |
| 8    | 14    | Yuri Okubo       | JPN Japão           | 24.45     | 75.25     | 75.25  |       |
| 9    | 12    | Jonas Bösiger    | SUI Suíça           | 18.68     | 58.26     | 58.26  |       |
| 10   | 11    | Billy Morgan     | GBR Grã-Bretanha    | 56.40     | 37.55     | 56.40  |       |
| 11   | 6     | Kyle Mack        | USA Estados Unidos  | 45.26     | 53.55     | 53.55  |       |
| 12   | 9     | Matías Schmitt   | ARG Argentina       | 50.86     | 20.68     | 50.86  |       |
| 13   | 15    | Måns Hedberg     | SWE Suécia          | 46.25     | DNS       | 46.25  |       |
| 14   | 7     | Hiroaki Kunitake | JPN Japão           | 39.45     | 43.16     | 43.16  |       |
| 15   | 18    | Petr Horák       | CZE República Checa | 41.93     | 39.05     | 41.93  |       |
| 16   | 16    | Nicolas Huber    | SUI Suíça           | 34.25     | 36.90     | 36.90  |       |
| 17   | 13    | Stef Vandeweyer  | BEL Bélgica         | 33.75     | 21.16     | 33.75  |       |
| 18   | 10    | Rowan Coultas    | GBR Grã-Bretanha    | 23.20     | 23.58     | 23.58  |       |

### Final
A final foi disputada pelos doze atletas classificados na fase anterior. O resultado é calculado pela melhor pontuação nas três descidas.
| Pos.              | Ordem | Atleta               | País               | Descida 1 | Descida 2 | Descida 3 | Melhor | Notas |
| ----------------- | ----- | -------------------- | ------------------ | --------- | --------- | --------- | ------ | ----- |
| Medalha de ouro   | 8     | Redmond Gerard       | USA Estados Unidos | 43.33     | 46.40     | 87.16     | 87.16  |       |
| Medalha de prata  | 12    | Maxence Parrot       | CAN Canadá         | 45.13     | 49.48     | 86.00     | 86.00  |       |
| Medalha de bronze | 10    | Mark McMorris        | CAN Canadá         | 75.30     | 85.20     | 60.68     | 85.20  |       |
| 4                 | 6     | Ståle Sandbech       | NOR Noruega        | 44.81     | 81.01     | 38.13     | 81.01  |       |
| 5                 | 9     | Carlos Garcia Knight | NZL Nova Zelândia  | 78.60     | 52.98     | 24.35     | 78.60  |       |
| 6                 | 11    | Marcus Kleveland     | NOR Noruega        | 77.76     | 43.71     | 37.18     | 77.76  |       |
| 7                 | 4     | Tyler Nicholson      | CAN Canadá         | 36.18     | 76.41     | 76.15     | 76.41  |       |
| 8                 | 3     | Torgeir Bergrem      | NOR Noruega        | 58.80     | 75.80     | 60.03     | 75.80  |       |
| 9                 | 1     | Niklas Mattsson      | SWE Suécia         | 38.43     | 74.71     | 42.48     | 74.71  |       |
| 10                | 2     | Seppe Smits          | BEL Bélgica        | 31.11     | 69.03     | 66.18     | 69.03  |       |
| 11                | 7     | Sebastien Toutant    | CAN Canadá         | 33.66     | 57.23     | 61.08     | 61.08  |       |
| —                 | 5     | Mons Røisland        | NOR Noruega        | DNS       | DNS       | DNS       | DNS    |       |

Legenda
| Recorde mundial      | Recorde mundial (World record)               |                       | Recorde africano                      | Recorde africano (African) |                                           | Q | Classificado por posição (Qualified) |
| Recorde olímpico     | Recorde olímpico (Olympic record)            | Recorde da América    | Recorde da América (Americas)         | q                          | Classificado por melhor tempo (Qualified) |   |                                      |
| Melhor marca do ano  | Melhor marca do ano (World leading)          | Recorde asiático      | Recorde asiático (Asian)              | DNS                        | Não largou (Did not start)                |   |                                      |
| Recorde nacional     | Recorde nacional (National record)           | Recorde europeu       | Recorde europeu (European)            | DNF                        | Não terminou (Did not finish)             |   |                                      |
| Recorde pessoal      | Recorde pessoal do atleta (Personal best)    | Recorde da Oceania    | Recorde da Oceania (Oceania)          | DSQ / DQ                   | Desclassificado (Disqualified)            |   |                                      |
| Recorde da temporada | Recorde da temporada do atleta (Season best) | Recorde sul-americano | Recorde sul-americano (South America) | NM                         | Sem marca (No mark)                       |   |                                      |